# Ostrov (Tulcea megye)
Ostrov község Tulcea megyében, Dobrudzsában, Romániában. A hozzá tartozó település Piatra.

## Fekvése
A település az ország délkeleti részén található, a megyeszékhelytől, Tulcsától nyolcvanhárom kilométerre délnyugatra, a Duna Măcin-ágának jobb partján.

## Története
Ostrov első írásos említése 1848-ból való. Régi török neve Ada-Kariyesi.
A településtől három kilométerre délre, a Piatra Frecăţei nevű sziklás területen, a Duna partján állt a 2. és a 4. század között  Beroe római település és katonai őrhely, majd a 10. és a 12. század között bizánci település, mely Scythia Minor északi határainak védelmére szolgált. Ez volt az 5. római légió állomáshelye. A feljegyzések szerint I. Constantinus római császár idején megerősítették, majd II. Justinus bizánci császár uralkodása alatt az avar és szláv vándornépek betörései során teljesen elpusztult. Ettől északra találták meg Beroe temetőjét, ahol mintegy ezeregyszáz sírt tártak fel, valamint egy ókeresztény kápolnát, a 4. - 6. századból.

## Lakossága
A nemzetiségi megoszlás a következő:
| 2002      | 2002 | 2002   |
| --------- | ---- | ------ |
| Románok   | 2239 | 99,77% |
| Tatárok   | 2    | 0,08%  |
| Lipovánok | 2    | 0,08%  |
| Bolgárok  | 1    | 0,04%  |
| Összesen  | 2244 | 100,0% |